# Desa Pamalayan (administrativ by i Indonesien, lat -7,40, long 107,50)
Desa Pamalayan är en administrativ by i Indonesien.   Den ligger i provinsen Jawa Barat, i den västra delen av landet, 150 km sydost om huvudstaden Jakarta.